# XAMPP
XAMPP je paket LAMP, ki je sestavljen tako, da je namestitev spletnega strežnika čim hitrejša. Namesto zamudnega zaporedja ukazov, ./configure, make, make install, ki zgradi aplikacijo iz izvorne kode, se samo zažene XAMPP in v nekaj minutah je vse pripravljeno za delo. Trenutno je paket dostopen v štirih različicah:
- GNU/Linux,
- MS Windows 98, NT, 2000, 2003 in XP,
- različica beta za Solaris SPARC,
- različica beta za Mac OS X.

XAMPP za GNU/Linux vsebuje: Apache, MySQL, PHP & PEAR, Perl, ProFTPD, phpMyAdmin, OpenSSL, GD, Freetype2, libjpeg, libpng, gdbm, zlib, expat, Sablotron, libxml, Ming, Webalizer, pdf class, ncurses, mod_perl, FreeTDS, gettext, mcrypt, mhash, eAccelerator, SQLite in IMAP C-Client.